# Aldana
Pour les articles homonymes, voir Aldana (homonymie).
Aldana est une municipalité située dans le département de Nariño en Colombie.